# Titiritero

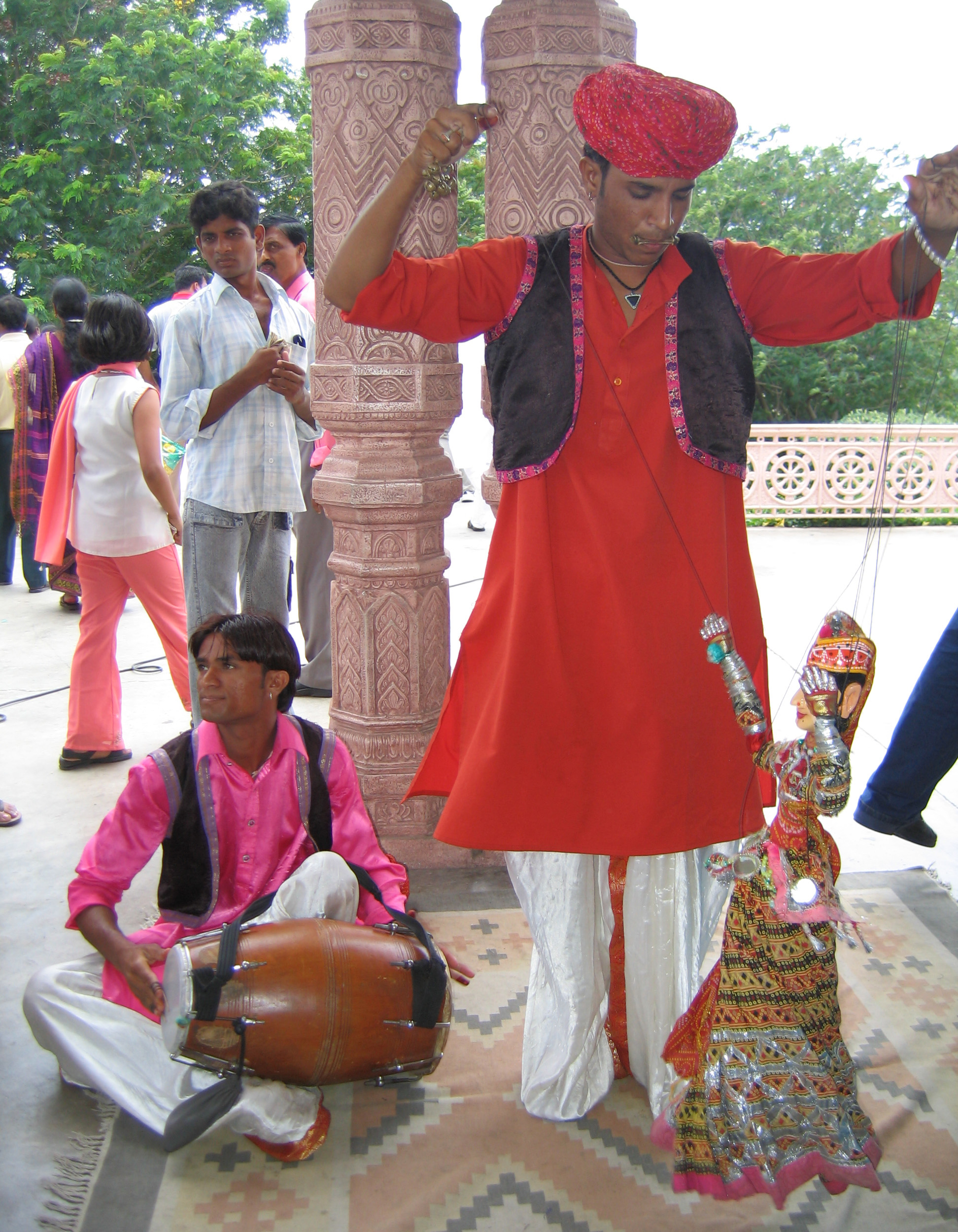
Titiritero hindú haciendo bailar a su marioneta en las calles de Hyderabad.

Titiritero, titerero o marionetista puede referirse a la persona que construye títeres y a la que los maneja ante un público en representaciones teatrales, cine, televisión y otros espectáculos mixtos. Según la RAE también es sinónimo de volatinero, cuando el artista que hace acrobacias se acompaña de muñecos o ingenios mecánicos.
Entre los más famosos titereros humanos, el más reciente quizá sea el estadounidense Jim Henson, y entre los seres de ficción: Maese Pedro en Don Quijote de la Mancha, y el carpintero Geppetto del libro infantil Pinocho.

## Oficio y arte

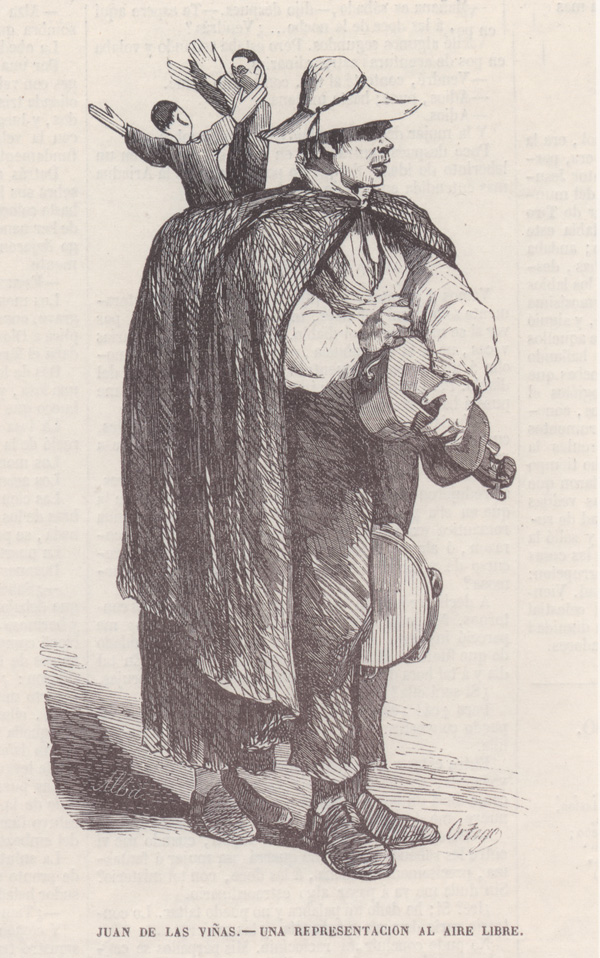
El titiritero Juan de las Viñas, por Alba y Ortego. Imagen publicada en El Museo Universal en 1860.

El titiritero, como artista y hombre espectáculo, desarrolla tres cualidades esenciales: capacidad para desdoblarse en un muñeco y mimetizarse con el mundo que representa; habilidad para mover el títere que maneja consiguiendo comunicar un relato fantástico; disponer de varios registros de voz y sentido del ritmo para darle vida el muñeco.
Técnicamente, el oficio de titiritero requiere, además de un talento innato y vocación profesional: a) entrenamiento físico; b) conocimiento de las técnicas de actuación; y c) dominio de la manipulación del muñeco. Los principales inconvenientes con los que ha de enfrentarse todo titiritero son: el espacio reducido en el que ha de moverse (muchas veces compartiéndolo con otros compañeros) y la ausencia de visión espacial, pues por lo general está debajo o detrás de los muñecos.
Un títere puede moverse (extremidades, ojos, boca, etc.) sin expresar nada, para que esos recursos o componentes mecánicos comunique algo necesitan la voluntad y el espíritu teatral del manipulador. Entre los titiriteros la ausencia de gracia en los movimientos del muñeco se denomina familiarmente sacudir el títere. En síntesis, el titiritero es un actor especializado que desarrolla un doble trabajo, para el que además de dominar la manipulación del tipo de muñeco al que da vida, requiere una destreza teatral o técnica de actuación. Y técnicamente, en muchas ocasiones, la técnica determina parte de las posibilidades dramáticas del actor-titiritero. El director sueco Michael Meschke afirmaba que "el punto de partida y los métodos de trabajo son completamente distintos para el titiritero y el actor... No se es actor por ser titiritero ni se es titiritero por ser actor... Es triste observar que muchos profesionales del teatro de títeres consideren al actor como un huésped que viene de un mundo superior, cosa que algunos actores también creen...".
La directora de teatro y titiritera argentina Mane Bernardo en un estudio espacial de la relación entre el titiritero y su herramienta señaló que el títere puede ser ajeno al titiritero (como la marioneta y el títere de sombra) o formar parte de él, como los títeres de guante y los de varilla. En cuanto a la colocación del manipulador, este puede operar desde arriba (marioneta), desde abajo, (varilla y guante) o desde un lateral (títeres 'a la planchette' y títeres acuáticos); un caso diferente pero también a mencionar es el del bunraku japonés, cuyos operadores, manipuladores o titiriteros se colocan detrás del muñeco, a la vista del público.

## Nombres propios en elsigloXX

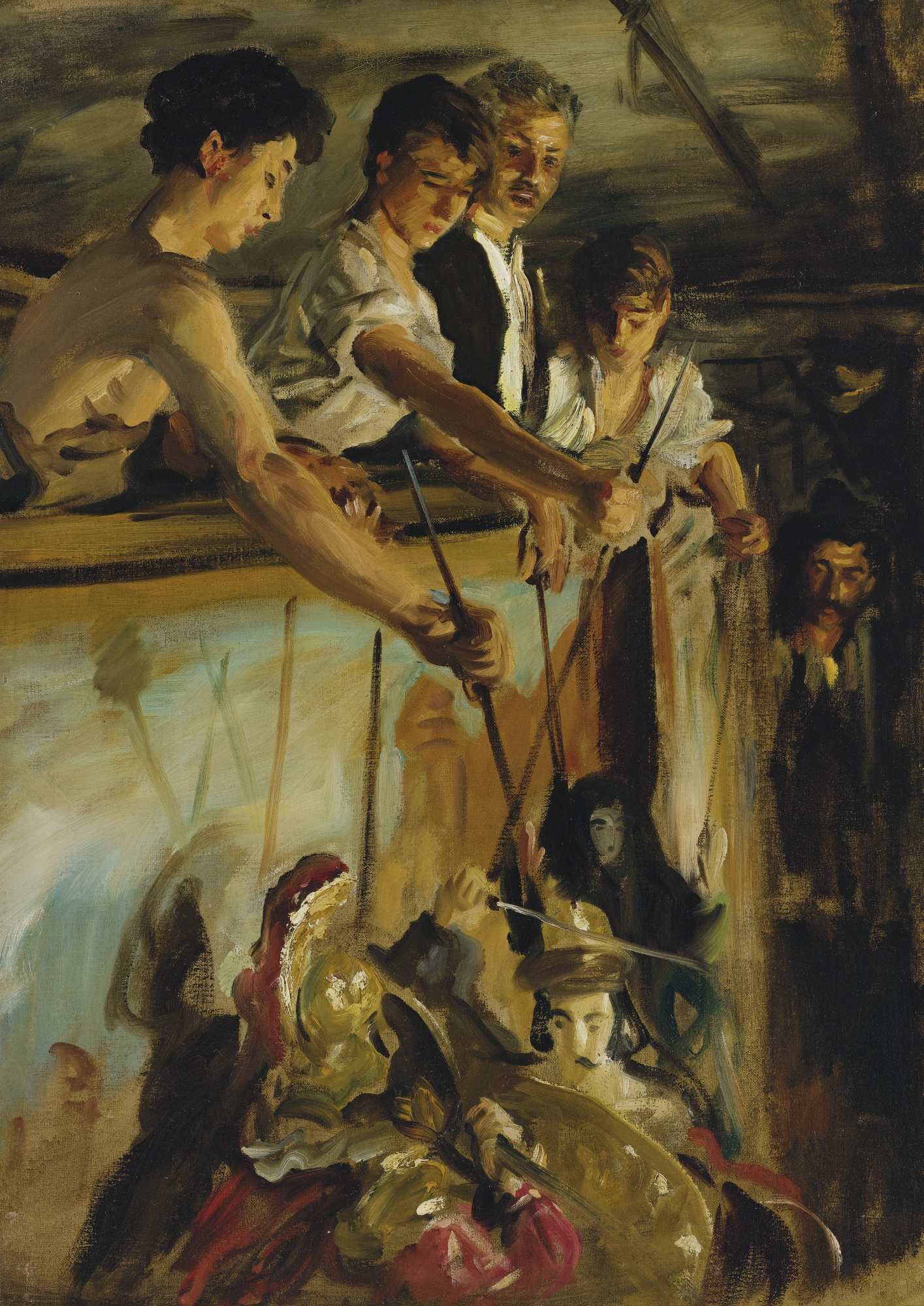
Titiriteros, óleo de John Singer Sargent en 1903.

Relativamente cercanos en el tiempo, los titiriteros del siglo XX cuentan entre sus mayores méritos el hecho de haberle lavado la cara al títere tradicional y haber abierto vías experimentales que son la base de la fisonomía del teatro de títeres moderno. De una lista interminable, pueden extraerse algunos nombres, distribuidos en dos espacios geográficos:

### Titiriteros del Viejo Mundo
Muchos investigadores sitúan en Alemania uno de los más activos focos de renovación del teatro de muñecos. Se mencionan: Paul Brann (discípulo de Max Reinhardt), Ivo Puhonny, el austriaco Richard Teschenr y el checo Josef Skupa. Entre los más coloristas estuvieron los maestros italianos como Vittorio Podrecca. No menos importante fue la escuela rusa, con el matrimonio Efimov, Nikolai Zykov y, por supuesto, Serguei Obratzov. En la órbita francesa sobresalió Albrecht Roser; y no conviene cerrar la breve lista sin citar el trabajo de Michael Meschke, nacido en Polonia pero emigrado a Suecia huyendo del nazismo.

### Maestros americanos
Estados Unidos, México y Argentina han sido poderosas y ricas canteras de titiriteros. Pionero en USA fue Tony Sarg (nacido en Guatemala) y, siguiendo su estela, Bil Baird, Rufus y Margo Rose o Donald Cordry y Remo Bufano (de ascendencia italiana). Del equipo de los Muppets nombrar a Jerry Nelson, Frank Oz, Dave Goelz y Jane Henson.
En México resulta ejemplar la familia Rosete Aranda, la saga de los Cueto, Wilberth Herrera y Roberto Lago. En Argentina, se considera iniciador y maestro a Javier Villafañe, evocado luego por Mane Bernardo, Ariel Bufano, Silvina Reinaudi o Eduardo Di Mauro que continuó su labor en Venezuela, país en el que también sobresalió Fredy Reyna.

## Titereros delsigloXXI
La recuperación de los espacios abiertos como escenario del arte ha devuelto a muchas tradiciones su entorno natural. Así puede decirse de gran parte de los espectáculos de títeres, que han regresado a plazas y calles, invadiendo luego parques, jardines y otros emplazamientos para la fiesta callejera, como festivales al aire libre y ferias.
La fantasía de los nuevos titiriteros se viene desbordando, desde el último cuarto del siglo XX, ante las posibilidades de los nuevos espacios y el concurso de las nuevas tecnologías. Ejemplos de ello, de entre los muchos que pudieran mencionarse, son: la compañía francesa Royal de Luxe, los estadounidenses del Bread and Puppet Theatre o La Gran Reyneta en Chile. En España destaca el colectivo Carros de Foc, y algunas de las puestas en escena de La Fura dels Baus y del grupo de teatro de calle Xarxa Teatre que incluyen elementos del universo titiritero.

## Titiriteros literarios
El universo de los títeres ha tenido un popular reflejo en la literatura universal, al menos desde el siglo XVII al siglo XX. Entre los fabricantes, maestros artesanos del títere, el más famoso es probablemente el abuelo Gepeto, constructor de Pinocho. Y entre los manipuladores, merece un lugar de honor Maese Pedro, el "trujamán" del Quijote cervantino, inmortalizado musicalmente por el compositor gaditano Manuel de Falla.

## Los otros titiriteros

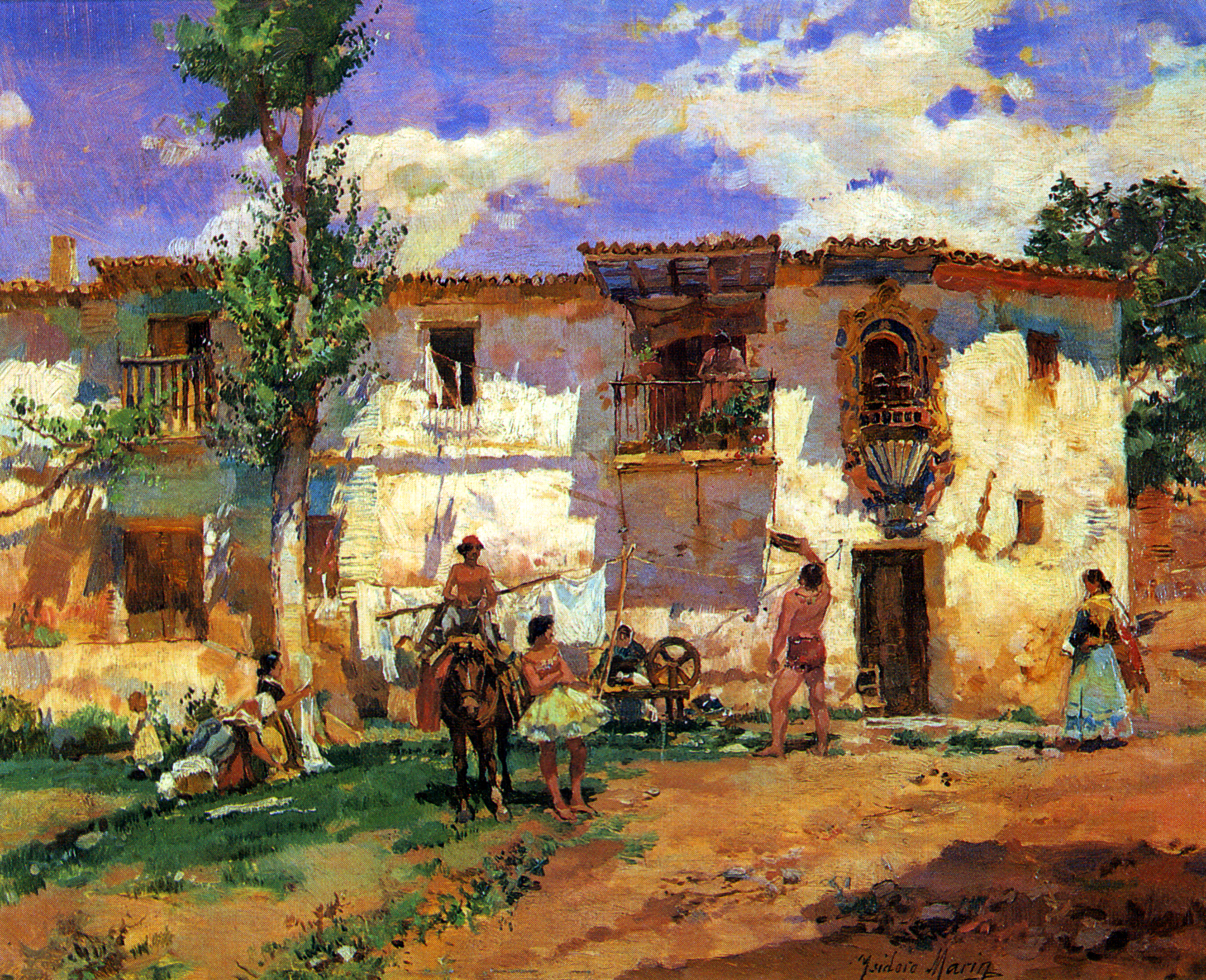
Cuadro de Isidoro Marín Gares (Granada, 1863-1926), titulado Titiriteros en la plaza del Conde, recogiendo una escena de volatineros en el barrio del Albayzin, de Granada.

Ajenos muchas veces al círculo de los títeres, complementarios en otras ocasiones, referencias en libros, obras de fotógrafos y canciones han dado noticia de diversos tipos de volatineros popularmente llamados y conocidos como titiriteros a lo largo de varios siglos.